# Санді-Левел (Вірджинія)
Санді-Левел (англ. Sandy Level) — переписна місцевість (CDP) в США, в окрузі Генрі штату Вірджинія. Населення — 464 особи (2020).

## Географія
Санді-Левел розташоване за координатами 36°33′45″ пн. ш. 79°43′48″ зх. д. / 36.56250° пн. ш. 79.73000° зх. д. (36.562534, -79.730032).  За даними Бюро перепису населення США в 2010 році переписна місцевість мала площу 17,58 км², з яких 17,49 км² — суходіл та 0,09 км² — водойми.

## Демографія
Згідно з переписом 2010 року, у переписній місцевості мешкали 484 особи в 221 домогосподарстві у складі 131 родини. Густота населення становила 28 осіб/км².  Було 280 помешкань (16/км²).
Расовий склад населення:
| - 62,4 % — чорних або афроамериканців - 35,3 % — білих |

До двох чи більше рас належало 1,7 %. Частка іспаномовних становила 0,8 % від усіх жителів.
За віковим діапазоном населення розподілялося таким чином: 18,0 % — особи молодші 18 років, 63,4 % — особи у віці 18—64 років, 18,6 % — особи у віці 65 років та старші. Медіана віку мешканця становила 47,0 року. На 100 осіб жіночої статі у переписній місцевості припадало 82,6 чоловіків;  на 100 жінок у віці від 18 років та старших — 85,5 чоловіків також старших 18 років.
За межею бідності перебувало 26,6 % осіб, у тому числі 100,0 % дітей у віці до 18 років та 0,0 % осіб у віці 65 років та старших.
Цивільне працевлаштоване населення становило 182 особи. Основні галузі зайнятості: освіта, охорона здоров'я та соціальна допомога — 50,0 %, виробництво — 20,3 %, будівництво — 11,5 %, мистецтво, розваги та відпочинок — 9,3 %.